# أرانتزا تشافيز
أرانتزا تشافيز (بالإسبانية: Arantxa Chávez) هي غطاسة مكسيكية، ولدت في 30 يناير 1991 في مدينة مكسيكو في المكسيك.

## وصلات خارجية
- أرانتزا تشافيز على موقع الاتحاد الدولي للسباحة (الإنجليزية)
- أرانتزا تشافيز على موقع قاعدة بيانات الغوص IAT (الألمانية)
- أرانتزا تشافيز على موقع اللجنة الأولمبية الدولية (الإنجليزية)
- أرانتزا تشافيز على موقع أوليمبيديا (الإنجليزية)